# Tours Colomb
Les tours Colomb (en espagnol : Torres de Colón) sont deux immeubles jumeaux de bureaux, situés dans la ville de Madrid, en Espagne.

## Situation

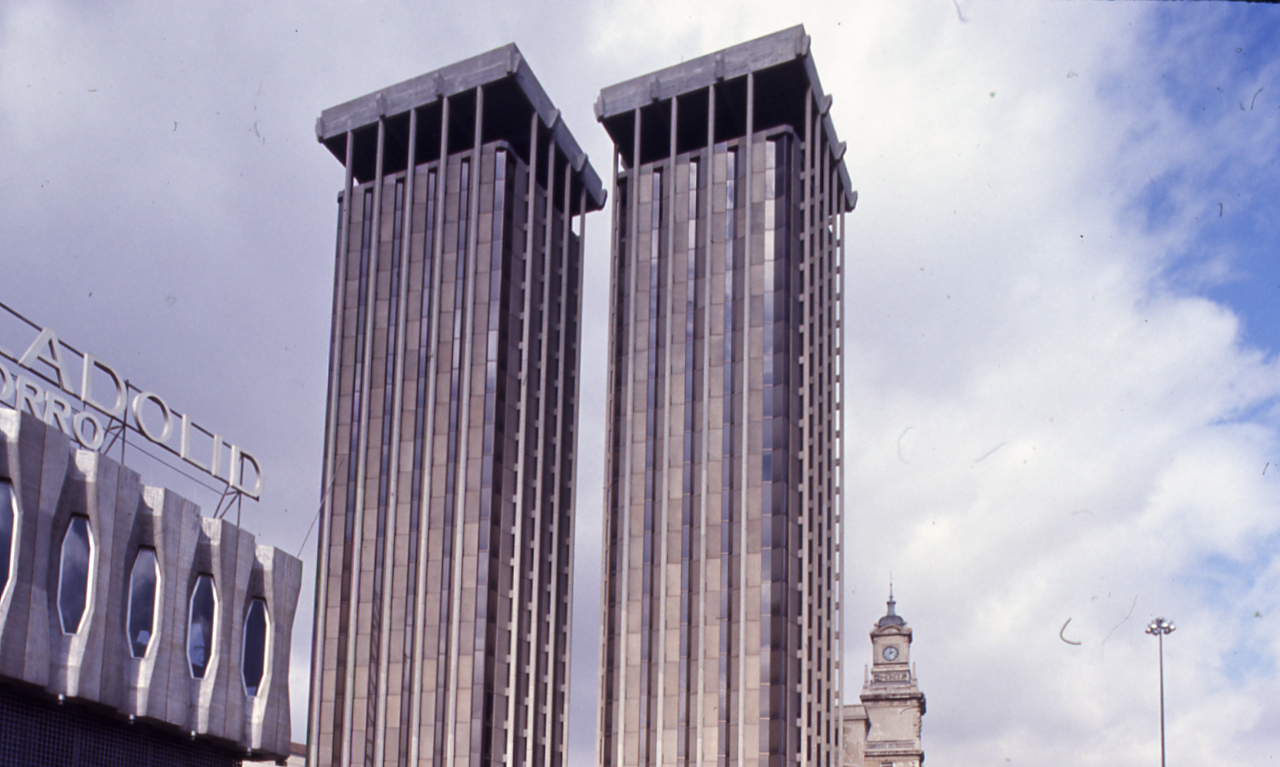
Les Tours Colomb photographiées par Paolo Monti.

Situés dans l'arrondissement de Chamberí, les deux immeubles s'élèvent à l'angle nord-ouest de la place Colomb, à l'intersection de la Castellana et de la rue de Gênes.

## Histoire
Les travaux commencent en 1967 pour ne s'achever qu'en 1976. L'immeuble abrite alors des bureaux et notamment le siège du groupe Rumasa, qui sera nationalisé en 1983.
En décembre 2019, leur propriétaire le groupe Mutua Madrileña (es) présente un projet de profonde rénovation qui commence en 2020 et devrait se terminer en 2023. Les travaux consistent à reconstruire l'ensemble des étages et remplacer le sommet en forme de douille par une structure de quatre étages.

## Architecture
Les tours Colomb ont été construites sur les plans de l'architecte Antonio Lamela Martinez et des ingénieurs Leonardo Fernández Troyano, Javier Manterola et Carlos Fernández Casado.
L'ensemble est constitué de deux tours construites au-dessus d'un socle, avec deux noyaux en béton indépendants réunis au sommet par une structure constituée de cuivre dont la forme a fait surnommer le bâtiment la « prise électrique ».
D'une hauteur de 107 mètres au niveau du toit et totale de 116 mètres, ce qui en fait en 2019 le onzième plus haut gratte-ciel de Madrid, l'édifice comprend 23 étages desservis par 12 ascenseurs qui se déplacent à une vitesse de 3,5 mètres par seconde.